# 선거방해죄
선거방해죄(選擧妨害罪)는 검찰·경찰 또는 군의 직에 있는 공무원이 법령에 의한 선거에 관하여 선거인·입후보자 또는 입후보자가 되려는 자에게 협박을 가하거나 기타 방법으로 선거의 자유를 방해하는 자를 10년 이하의 징역과 5년 이하의 자격정지에 처하는 공직선거법 제128조 법률이었으나 2005년 8월 4일 폐지하고 공직선거법 제237조선거의 자유 방해죄로 개편하였다. 이 법에서 '기타 방법으로'라는 표현이 과도하다는 이유로 논란이 있다.
2020년 3월 23일 오전 8시경 오세훈 후보가 지하철 2호선 건대입구역에서 출근길 인사를 진행하던 중 10명 이상의 대학생진보연합 학생들이 '정치인은 언제나 기부행위를 할 수 없다'고 적힌 피켓을 들고서 "120만 원 금품 제공 아직도 정당한 행위라고 생각하십니까?", "선거법 위반하신 것 아닙니까?"라는 질문을 던지자 오세 후보는 "명백하게 선거운동 방해입니다."라고 반발했고 학생들은 다시 "저희도 유권자로서의 행위를 하는 거예요."라고 말했다.  이에 미래통합당은 경찰이 공작선거를 한다고 비판하면서 반발하며 검찰에 고발장을 제출했고 대검찰청은 구속수사 원칙을 밝혔다.
2022년 5월 20일 인천 계양구에서 거리 선거유세를 하던 이재명에게 지지정당이 없는 60대 노인이 식당용 스테인레스 닭뼈통을 던져 선거운동방해혐의로 현행범으로 체포되고 구속영장이 신청됐다. 술집에 유세하러 들어갔을 때는 손님에게 나가라는 고함을 듣고 나가는 영상이 공개되었다. 

## 보호법익
본죄의 보호법익은 선거의 자유이고 123조에 대한 특별규정이다. 검사나 경찰관이나 군인이 대통령·국회의원선거의 자유를 방해하는 때에는 따로 대통령선거법(대선 147조 2항)과 국회의원 선거법(국선 159조)이 적용된다.